# Andropogon selloanus
Andropogon selloanus là một loài thực vật có hoa trong họ Hòa thảo. Loài này được (Hack.) Hack. mô tả khoa học đầu tiên năm 1904.